# دام والدین (فیلم ۱۹۶۱)
دام والدین (به انگلیسی: The Parent Trap) فیلمی در ژانر کمدی رمانتیک به کارگردانی دیوید سوئیفت است که در سال ۱۹۶۱ منتشر شد. فیلم دام والدین (۱۹۹۸) بازسازی‌ای از همین فیلم است.

## بازیگران
- هیلی میلز
- مورین اوهارا
- برایان کیت
- شارلی روگلز
- یونا مرکل
- لئو جی. کارول
- کاتلین نسبیت
- روث مک‌دویت
- نانسی کالپ
- فرنک د وال
- جان میلز
- جوانا بارنز